# Гриффитс, Джош
Джо́шуа (Джош) Джеймс Гри́ффитс (англ. Joshua James Griffiths; родился 5 сентября 2001) — английский футболист, вратарь клуба «Вест Бромвич Альбион». В сезоне 2024/25 выступает за «Бристоль Роверс» на правах аренды.

## Клубная карьера
Воспитанник футбольной академии клуба «Вест Бромвич Альбион», за которую выступал с десятилетнего возраста.
13 августа 2020 года Гриффитс отправился в сезонную аренду в клуб «Челтнем Таун». 5 сентября 2020 года состоялся его профессиональный дебют в матче Кубка Английской футбольной лиги против «Питерборо Юнайтед», в котором он сохранил ворота «Челтнем Таун» «сухими» (победа со счётом 1:0). По итогам сезона 2020/21 «Челтнем Таун» выиграл Лигу 2, а Гриффитс был признан лучшим молодым игроком команды, сыграв 50 матчей во всех турнирах (23 из них «всухую»).
В июле 2021 года Гриффитс подписал с «Вест Бромвич Альбион» новый четырёхлетний контракт. После этого он отправился в аренду в клуб Лигу 1 «Линкольн Сити». Дебютировал за клуб в матче первого тура Лиги 1 против «Джиллингема». 5 марта 2022 года в матче против «Шеффилд Уэнсдей» получил травму лодыжки, из-за которой он больше не сыграл в том сезоне.
В июле 2022 года Гриффитс отправился в сезонную аренду в «Портсмут». Дебютировал за клуб в матче первого тура Лиги 1 против «Шеффилд Уэнсдей». В январе 2023 года «Вест Бромвич Альбион» отозвал Гриффитса из аренды.
15 февраля 2023 года Джош Гриффитс дебютировал за «Вест Бромвич Альбион» в матче Чемпионшипа против «Блэкберн Роверс».
В июле 2024 года Гриффитс отправился в сезонную аренду в «Бристоль Роверс».

## Карьера в сборной
В марте 2019 года сыграл за сборную Англии до 18 лет в матче против сборной Мексики.
В марте 2021 года был включён в заявку сборной Англии до 21 года на молодёжный чемпионат Европы в Венгрии и Словении.
28 марта 2023 года провёл свой единственный матч за сборную Англии до 21 года, это была игра против сборной Хорватии. В июне 2023 года был включён в заявку сборной на молодёжный чемпионат Европы в Румынии и Грузии, в котором англичане одержали победу.

## Достижения
«Челтнем Таун»
- Победитель Лиги 2: 2020/21

Сборная Англии (до 21 года)
- Победитель чемпионата Европы (до 21 года): 2023

Личные достижения
- Молодой игрок сезона в «Челтнем Таун»: 2020/21[3]